# Дмитришин Микола Володимирович
Мико́ла Володи́мирович Дмитри́шин (нар. 4 вересня 1990, Миколаївка, Донецької області) — український бадмінтоніст, виступав за Національну збірну України.

## Життєпис
Бадмінтоном почав займатись з 8(9)-річного віку за порадою мами Людмили Володимирівни.
Перший тренер — Симоненко Віктор Андрійович.
Закінчив Національний технічний університет «Харківський політехнічний інститут» (факультет інформатики та управління).
Учасник Всесвітньої Універсіади 2013 року, Чемпіонату Європи, призер Чемпіонату України у складі команди, переможець ІІІ студентських ігор України.

## Досягнення

### BWF International Challenge/Series
Чоловіки. Парний розряд
| Рік  | Турнір                 | Партнер       | Суперник                | Рахунок      | Результат |
| ---- | ---------------------- | ------------- | ----------------------- | ------------ | --------- |
| 2011 | Romanian International | Віталій Конов | Сем Магі Тоні Стефенсон | 13–21, 14–21 | Фіналіст  |

Змішаний парний розряд
| Рік  | Турнір      | Партнер         | Суперник                    | Рахунок      | Результат |
| ---- | ----------- | --------------- | --------------------------- | ------------ | --------- |
| 2013 | Slovak Open | Єлизавета Жарка | Якуб Бітман Ельжбета Басова | 16–21, 20–22 | Фіналіст  |

     турнір BWF International Challenge
     турнір BWF International Series
     турнір BWF Future Series